# Parallelia orthaea
Parallelia orthaea är en fjärilsart som beskrevs av Paul Mabille 1890. Parallelia orthaea ingår i släktet Parallelia och familjen nattflyn. Inga underarter finns listade i Catalogue of Life.